# Ług (Zdynia)
Ług – część wsi Zdynia w Polsce, położona w województwie małopolskim, w powiecie gorlickim, w gminie Uście Gorlickie. Leży nad rzeką Zdynia.

## Historia
Pod zaborem austriackim Ług stanowił gminę jednostkową w powiecie Gorlice w cyrkule jasielskim, liczącą w 1854 roku 336 mieszkańców.
W Polsce Ług stanowił gminę w powiecie gorlickim w województwie krakowskim, liczącą w 1921 roku 220 mieszkańców.
W latach 1975–1998 miejscowość administracyjnie należała do województwa nowosądeckiego.